# Paweł Hoser (architekt)

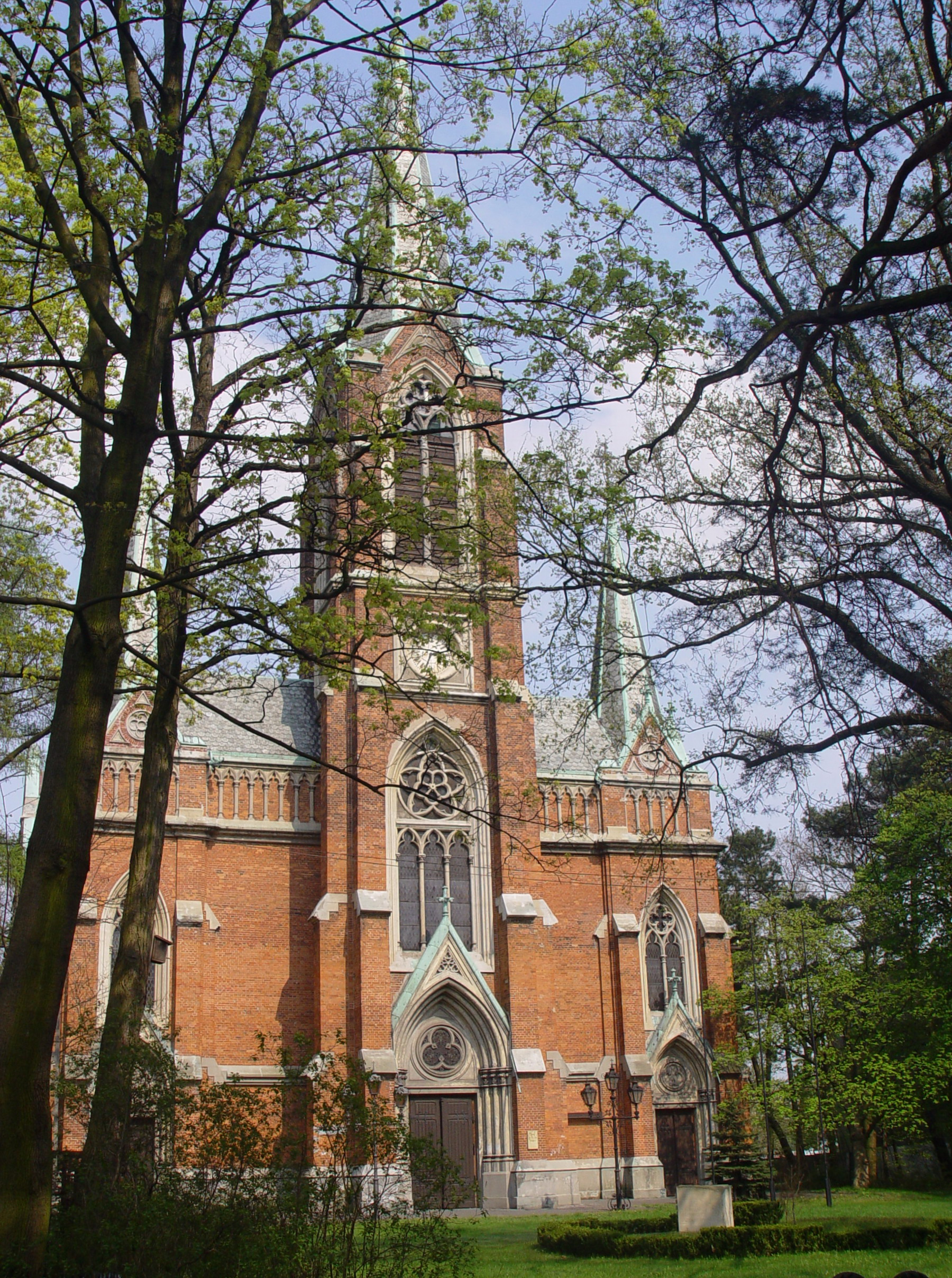
Kościół ewangelicko-augsburski Zbawiciela w Tomaszowie Mazowieckim

Paweł Hoser (ur. 24 sierpnia 1864 w Warszawie, zm. 2 września 1943 tamże) – polski architekt pochodzenia niemieckiego.

## Życiorys
Syn Piotra Hosera I i Emilii z domu Böhme. Brat Piotra Hosera II. Z zawodu architekt. Praktyki odbył w pracowni Józefa Dziekońskiego. W firmie Bracia Hoser piastował stanowisko dyrektora cegielni w Żbikowie.

## Projekty
- Kościół ewangelicko-augsburski Zbawiciela w Tomaszowie Mazowieckim z lat 1897-1902
- kamienica Hoserów w Warszawie
- willa Podkówka w Milanówku
- zakłady Philipsa w Warszawie